# Jan Sokołowski (oficer)
Jan Witold Sokołowski, ps. „Witold” (ur. 20 listopada 1893 w Krakowie, zm. ?) – podpułkownik piechoty Wojska Polskiego.

## Życiorys
3 maja 1922 roku został zweryfikowany w stopniu kapitana ze starszeństwem z 1 czerwca 1919 roku i 577. lokatą w korpusie oficerów piechoty, a jego oddziałem macierzystym był nadal 34 pułk piechoty. W latach 1923–1924 był dowódcą II batalionu 34 pułku piechoty w Białej Podlaskiej. 1 grudnia 1924 roku został mianowany majorem ze starszeństwem z dniem 15 sierpnia 1924 roku i 180. lokatą w korpusie oficerów piechoty. W latach 1928–1930 pełnił służbę w Korpusie Ochrony Pogranicza. W styczniu 1931 roku został przeniesiony z KOP do 70 pułku piechoty w Pleszewie na stanowisko kwatermistrza. Na stopień podpułkownika został mianowany ze starszeństwem z dniem 1 stycznia 1936 roku i 5. lokatą w korpusie oficerów piechoty. W 1939 roku był I zastępcą dowódcy 68 pułku piechoty we Wrześni. W sierpniu 1939 roku został zastępcą dowódcy Ośrodka Zapasowego 17 Dywizji Piechoty w Skierniewicach. 12 września objął dowództwo oddziału „Szack”, na którego czele dotarł 18 września do miejscowości Olesk, gdzie „na skutek ogólnej demobilizacji” oddział został rozwiązany. W czasie okupacji niemieckiej był szefem Oddziału I Komendy Okręgu Radom-Kielce AK.

## Ordery i odznaczenia
- Krzyż Srebrny Orderu Wojskowego Virtuti Militari
- Krzyż Walecznych[13]
- Złoty Krzyż Zasługi (19 marca1931)[14][15]
- Medal Niepodległości (25 stycznia 1933)[16]
- Medal Zwycięstwa („Médaille Interalliée”)[13]